# خدمات بلدية

تُشير الخدمات البلدية أو خدمات المدن إلى الخدمات الأساسية التي يتوقع المقيمون في المدينة من حكومة المدينة أن توفرها لهم نظير الضرائب التي يدفعها المواطنون. وتشمل خدمات المدن الأساسية مرافق الصرف الصحي (سواء الصرف الصحي أو القمامة)والمياه والشوارع والمدارس والتفتيش على الأغذية وإدارة مكافحة الحرائق والشرطة والإسعاف، وغيرها من المسائل التي تخص إدارة الصحة والنقل. عادةً ما تعمل حكومات المدن على تشغيل المرافق الإضافية مثل الكهرباء والغاز وتلفزيون الكابل أو تتعاقد مع جهات أخرى لتشغيلها. بل إن حكومةمومباي تتولي حتى إقامة منارات ضوئية.
تختلف الخدمات البلدية المتوفرة لدى بلديةٍ ما بحسب الموقع والتاريخ والجغرافيا والتشريعات والتقاليد. وقد تختلف الخدمات المقدمة من دولةٍ إلى أخرى أو حتى داخل الدولة الواحدة. وقد تُدار هذه الخدمات مباشرةً من قِبل أحد إدارات البلدية وقد تتعاقد البلدية من الباطن مع جهة خارجية لأداء هذه الخدمات.

## التمويل
يختلف تمويل الخدمات المقدمة باختلاف البلدية المعنية. وقد تشمل مصادر التمويل الإيرادات الضريبية (ضريبة الممتلكات وضريبة الدخل وضريبة مبيعات البلدية) أو الرسوم (مثل تصاريح البناء) أو الغرامات، مثل غرامات تجاوز السرعة أو وقوف السيارات في أماكن مخالفة، أو رسوم استخدام الخدمات الاختيارية أو المصادر الأخرى مثل أرباح المرافق المملوكة للبلدية أو.التي تُدار من قِبلها.
وربما يكون التأثير الأكبر هو للدولة التي تقع فيها البلدية.
ففي المملكة المتحدة، تُعد الوسيلة الرئيسية لتمويل الخدمات الأساسية هي مزيج من الضرائب المحلية التي تُفرض على أساس قيمة الممتلكات بالإضافة إلى المنح التي تقدمها الحكومة المركزية. ويُستكمل هذا من خلال الرسوم الرمزية التي تُدفع نظير الخدمات المقدمة (مثل المرافق الترفيهية). وبالنسبة لبعض الخدمات، يتم فرض رسوم تنافسية مقارنةً برسوم المؤسسات التجارية بما يسمح بتحقيق ربح. وبالنسبة لخدمات أخرى، قد يتم فرض أسعار تجارية كاملة في المرافق التي تديرها البلدية أو الممتلكات التجارية على سبيل المثال. ولكن في معظم الأحيان تكون الخدمات مدعومة من البلدية إما دعمًا كليًا أو جزئيًا.
في السنوات الأخيرة، حصلت مجالس المملكة المتحدة على مهلة زمنية لإيجاد مصدر تمويل بديل يُمكنه أن يكون الراعي البسيط لسلال الزهور للتجارة في فائض المباني والأراضي مقابل خدمات من الشركات الخاصة. في بعض الحالات سيئة السمعة، استخدمت المجالس المحلية أرصدتها للمضاربة في الأسواق المالية.
قد يكون لدى البلديات في الدول الأخرى طرق مختلفة للحصول على التمويل (مثل ضرائب الدخل المحلية أو حتى أرباح المرافق والمؤسسات الصناعية المملوكة بالكامل للبلدية أو التي تُدار من قِبل البلدية.

## المملكة المتحدة
كانت المؤسسات البلدية في المملكة المتحدة إلى أن تم إلغاؤها، منظمات قوية. وكانت هذه المؤسسات في أوجها في العصر الفيكتوري، مع نمو التحضر والتصنيع، مسؤولة عن تعزيز وتنظيم وتمويل وإنشاء وإدارة كل شيء، ابتداءً من المساكن إلى إمدادات المياه وإمدادات الطاقة سواء في صورة غاز أو كهرباء مرورًا بإدخال الترام الذي يعمل بالكهرباء; حيث كانت تلك المؤسسات مسؤولة عن كافة الأنشطة التي يرى أعضاء المجالس المحلية أنها ضرورية
لتعزيز رفاهية البلدية من الناحية الاقتصادية والاجتماعية والبيئية.
ومع ذلك، كانت هناك حاجة لمنح بعض الصلاحيات الخاصة عن طريق القوانين المحلية في البرلمان (على سبيل المثال، كانت هناك حاجة لإصدار قانون محطات مياه مؤسسة مانشستر لإنشاء خزانات مانشستر). ومع تغير الوقت، واصلت المؤسسات البلدية محاولاتها للنهوض بقضية بلدياتها. على سبيل المثال، مثَّل الطيران في ثلاثينيات القرن العشرين منتهى التكنولوجيا الحديثة وسعت البلديات للترويج لأنفسها عن طريق تطوير مطارات بلدية.
في معظم الأحيان، فقدت بلديات المملكة المتحدة مرافقها الداخلية نظير تأميم ومركزية المرافق العامة. ولعل الاستثناء الوحيد الملحوظ لهذا الاتجاه هو كينجستون أبون هل، والتي لا يزال بها شركة اتصالات مملوكة للبلدية تُعرف باسم شركة كينجستون للاتصالات.
كذلك كان من بين الاتجاهات التي ظهرت في المملكة المتحدة (بدعوى الكفاءة) اتجاه خصخصة الإدارات بنقل الموظفين والأصول إلى مؤسسات جديدة. ومن بين تلك الاتجاهات أيضًا التعاقد مع المؤسسات الجديدة للقيام بخدمات للمجلس. وقد استُخدم هذا النموذج في الخدمات ابتداءً من تنظيف الطرق، مرورًا بالإسكان الاجتماعي ووصولاً إلى المرافق الترفيهية، غير أن أيًا من المجالس البلدية لم يتجرأ على القيام بنفس الشيء بالنسبة للخدمات الأعلى أهمية مثل المدارس والخدمات الاجتماعية.
في المملكة المتحدة، لا تخضع الخدمات الشرطية وخدمات مكافحة الحريق لسيطرة البلدية مباشرةً، حتى عندما تكون القوة مرتبطة بشكل وثيق مع منطقة محددة تابعة للبلدية كما في لندن الكبرى. ومع ذلك، فالخدمات الشرطية وخدمات الإطفاء يتم دفع ثمنها جزئيًا من خلال إضافة رسوم إضافية إلى الضرائب المحلية. وعلى الرغم من أنها ليس لها شأن بالمسائل التنفيذية، تقوم الحكومة المحلية بتعيين أعضاء في لجان الإشراف على عمل كل قوة من القوات.

## الجغرافيا
عند وجود سكان في المدن الصناعية الكبرى معزولين عن التجمعات السكانية الأخرى أو حيثما يكون النمو في الطلب من الضخامة بحيث يصبح من غير العملي ومن غير الاقتصادي بالنسبة للمؤسسات التجارية أن تعمل على تزويد الخدمات، فعندها قد تتولى البلديات المعنية المهام الضرورية لنمو وسير المدينة.
كان هذا هو الحال في إنجلترا في العصر الفكتوري وهو نفس الحال في مومباي حاليًا، فعلى سبيل المثال تُعتبر مؤسسة بلدية مومباي وبريهان مومباي للإمدادات الكهربية والنقل هما المنظمتان البلديتان الرئيسيتان في مومباي اللازمتان لسير العمل في المدينة. كذلك، تُعد إدارة لوس أنجلوس للمياه والطاقة من الإدارات المتبقية من تراث لوس أنجلوس التي وجدت نفسها في موقف مماثل من حيث النمو السريع في بداية القرن الماضي. بالمثل، اختارت مدينة جوهانسبرغ المعزولة أن تدير خدماتها عن طريق كيانات مؤسسية قائمة بذاتها وممولة ذاتيًا.